# Saúl Balagura
Saúl Balagura (* 1943 in Cali) ist ein kolumbianischer Maler und Dichter.

## Leben
Saúl Balagura wurde 1943 in Cali, Kolumbien geboren. Beide Eltern stammten aus Rumänien, mussten aber auf Grund des Krieges nach Südamerika fliehen.
Schon im jungen Alter entdeckte Balagura sein Talent zum Malen. Im Alter von 17 hatte er seine erste Soloausstellung. Während seines Lebens bewegte er sich in den parallelen Universen von Kunst und Wissenschaft. Der autodidaktische Maler studierte an der Universidad del Valle und erhielt dort seinen Doktortitel der Medizin. Weiters hat er in Princeton, wo er den Ph.D. in Psychologie erhielt, und im Albert Einstein Medical Center studiert, wo er die Ausbildung zum Neurochirurgen absolvierte.
1994 kehrte er der Welt der Wissenschaft den Rücken und eröffnete zuerst ein Studio in Tesuque, New Mexico, und 2006 folgte ein weiteres in Houston, Texas. Seine expressionistischer Stil ist auf den Einfluss von Künstlern wie Willem de Kooning, Eduardo Guayasamin, el Greco, Pablo Neruda und Gabriel García Márquez zurückzuführen. Balagura schreibt auch Gedichte, die zu den von ihm gemalten Bildern passen bzw. diese näher erklären und verständlich machen. Seine Werke wurden in Galerien und Museen in den gesamten Vereinigten Staaten ausgestellt.
2008 präsentierte das Holocaust Museum Houston seine Reihe über den Holocaust, welche „In Search of Hope“ genannt wird, in Houston, Texas.